# Christian Nicolaus von Linger

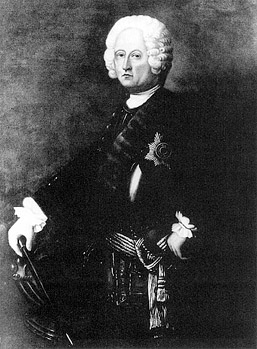
Christian Nicolaus von Linger

Christian Nicolaus Linger, ab 1705 von Linger (* 5. April 1669 in Berlin; † 17. April 1755 ebenda), war ein königlich-preußischer General. Er war ab 1716 Chef der preußischen Artillerie und wurde 1744 von König Friedrich II. zum ersten General dieser Waffengattung in Preußen ernannt.

## Leben

### Herkunft
Christian Nicolaus von Linger war der Sohn des 1683 verstorbenen kurbrandenburgischen Zeugmeisters Salomon Linger und dessen Frau Marie, eine geborene Wiese. Nach dem Gothaischen Genealogischen Taschenbuch der briefadeligen Häuser war sein Urgroßvater der kaiserliche Oberstleutnant Wilhelm Heinrich Linger und sein Großvater, Martin Ferdinand Linger, kurbrandenburgischer Capitain und Zeugmeister bei der Artillerie.

### Militärischer Werdegang
1688, mit 19 Jahren, trat er als Bombardier in die preußische Artillerie ein. Während des Feldzuges gegen Frankreich 1689 bis 1697 nahm er mit Auszeichnung an den Belagerungen von Bonn und Namur teil und wurde 1696 zum Leutnant befördert. Oktober 1701 erfolgte seine Beförderung zum Kapitän und Kompaniechef, eine Stellung, die wegen seiner bürgerlichen Abstammung nur in der Artillerie möglich war. Ein Jahr später, im Spanischen Erbfolgekrieg, zeichnete er sich erneut bei artilleristischen Einsätzen während verschiedener Belagerungen aus. Für seine Verdienste wurde er von König Friedrich I. am 12. März 1705 in den preußischen Adelsstand erhoben und zum Major und 1709 zum Oberstleutnant befördert.
Nach seiner Rückkehr aus dem Feldzug im Mai 1713 und der Thronbesteigung von Friedrich Wilhelm I. wurde von Linger aus dem aktiven Dienst entlassen. Allerdings konnte der Soldatenkönig, in Anbetracht der geplanten Vergrößerung der Armee, nicht auf die Kenntnisse und Fähigkeiten seines Artilleristen verzichten. Am 2. Januar 1714 wurde Linger reaktiviert und schon ein Jahr später zog er gegen Schweden in den Krieg. Als Verbündeter von Russland und Dänemark gelang die Besetzung von Vorpommern. In den Kämpfen vor Stralsund und Stettin konnte er sich erneut bewähren, so dass ihn der preußische König 1716 zum Oberst und Chef des preußischen Artilleriekorps ernannte. Mit dieser neu geschaffenen Stellung wurde erstmals die königlich preußische Artillerie einer zentralen und einheitlichen Führung unterstellt. In dieser Funktion erwarb sich von Linger unter anderem große Verdienste bei der Neuausstattung des Berliner Zeughauses und der angeschlossenen Pulverfabrik. Unter seiner Leitung konnte die Fabrik den enormen Pulverbedarf während der Schlesischen Kriege fast vollständig selbst decken. Linger standardisierte die Kaliber der Geschütze, so dass nur noch Drei-, Sechs-, Zwölf- und Vierundzwanzigpfünder zum Einsatz kamen. Ein weiterer verdienstvoller Einsatz gelang ihm 1721/22 in der Vorbereitung zur Gründung der Königlichen Preußischen Gewehrfabrique. 1724 wurde er zum Amtshauptmann und Landrat von Rosenberg ernannt und 1728 zum Generalmajor befördert. Er gehörte jetzt zu den engen Vertrauten des preußischen Königs, der ihn auch 1730 zum Mitglied des Kriegsgerichts ernannte, um über das Fehlverhalten des Kronprinzen und seines Freundes Katte zu entscheiden. Am 24. Januar 1732 zu Wien erfolgte seine Erhebung in den Reichsadelsstand. Kurz bevor König Friedrich Wilhelm starb, ernannte er von Linger 1739 noch zum Generalleutnant.
Unter seinem Nachfolger Friedrich II. leitete er im Ersten Schlesischen Krieg die Belagerung von Brieg. Nach der Besetzung von Schlesien wurde Glogau unter seiner Aufsicht zur Festung ausgebaut. Sein Verdienst war auch der Aufbau und die Errichtung neuer schlesischer Artilleriekompanien. 1743 wurde Linger zum General der Artillerie befördert, eine Dienststellung, die vor ihm noch kein anderer besaß und die in der preußischen Armee mit ähnlichen Prärogativen noch bis 1918 existierte. Ein Jahr später ehrte Friedrich der Große seinen verdienten General mit der Verleihung des schwarzen Adlerordens. Während des Zweiten Schlesischen Krieges kämpfte Linger, schon 75 Jahre alt, an der Spitze des Feldartillerie-Regiments vor Prag. Bei der Beschießung der Stadt, in deren  Folge Prag am 16. September 1744 kapitulierte, erwarb er sich erneut große Anerkennung. Es war gleichzeitig sein letzter Kriegseinsatz.
Vom König mit der Herrschaft Alt-Künckendorf und Groß-Zieten bei Angermünde belohnt, starb Christian Nicolaus von Linger am 17. April 1755, 86-jährig, in Berlin. In seinem langen Soldatenleben von 67 Dienstjahren diente er drei preußischen Monarchen.
Die letzte Ruhestätte Lingers in Berlin kann nicht mit Sicherheit bestimmt werden. Unterschiedliche Quellen nennen zum einen die Garnisonkirche, zum anderen den Kirchhof an der Dorotheenstädtischen Kirche. In jedem Fall ist das Grabmal nicht erhalten geblieben.

### Ehen und Nachkommen
Christian Nicolaus war zweimal verheiratet, seit 1698 in erster Ehe mit Katharina Elisabeth Gräfen († 1711) und in zweiter Ehe ab 1716 mit Susanna Maria Kunsch von Breitenwald († 1745). Aus erster Ehe stammen fünf Kinder, vier Töchter und ein Sohn. Die Tochter Johanna Henriette (1699–1780) heiratete den späteren Generalmajor Leonhard von Beauvryé. Die Tochter Charlotte war mit dem dänischen Offizier David Levin von Katte (1690–1758) verheiratet, Dorothea Philippina (* 1703; † 24. Juni 1756) heiratete den späteren Oberst der Artillerie Valentin Bodo von der Osten (1669–1757).
Der Sohn Christian Ludwig von Linger (1711–1788) wurde königlich preußischer Major und heiratete Katharine Dorothea Antoinette Küchmeister von Sternberg († 1812). Das Paar hinterließ einen Sohn und eine Tochter. Mit dem Tod seines Sohnes Friedrich Albrecht Gustav Ludwig von Linger (1757–1791), erlosch die Linie 1791 im Mannesstamm. Wilhelm von Linger (1720–1756), Christian Nicolaus’ einziger Sohn aus zweiter Ehe, verstarb kinderlos 1756 als königlich preußischer Major eines Kürassierregiments.

### Spätere Ehrungen
Sein Name (als C. V. LINGER GEN. D. ART.) erscheint auf einer Ehrentafel am Reiterstandbild Friedrichs des Großen in Berlin Unter den Linden. Das Denkmal wurde 1851 unter König Friedrich Wilhelm IV. von Preußen vollendet.
Anlässlich des Königsberger Kaisermanövers verlieh Kaiser Wilhelm II. dem Fußartillerie-Regiment 'von Linger' (Ostpr.) Nr. 1 am 21. August 1910 eine Bronzebüste des Generals von Linger, geschaffen nach einem Modell des Berliner Bildhauers Christian Daniel Rauch. Die Büste fand Aufstellung in der Traditions-Abteilung im Artillerie-Collegienhaus neben der Haberberger Trinitatis-Kirche. Sie ist seit 1945 verschollen.
Vor 1914 erhielten ausscheidende Offiziere des Regiments eine verkleinerte Bronzekopie der Büste als Abschiedsgeschenk. Eine dieser Repliken ist in der Artillerieschule der Bundeswehr in Idar-Oberstein erhalten.